# Balsamering

Harts, kåda till balsamering av lik, 1844 - Livrustkammaren

Balsamering är en konserverande behandling av en död kropp i syfte att skydda den mot nedbrytning och angrepp från djur. Den konserverade kroppen kallas mumie. Mumifiering kan dock även ske genom – medveten eller omedveten – uttorkning eller frystorkning.
Balsamering har en lång historik, och inom några forna kulturer hade balsameringsprocesser stor religiös innebörd. Balsamering förekom bland annat i det forntida Egypten. I modern tid används balsamering för att möjliggöra lit de parade vid begravning.

## Historik och metoder

### Antikens Egypten

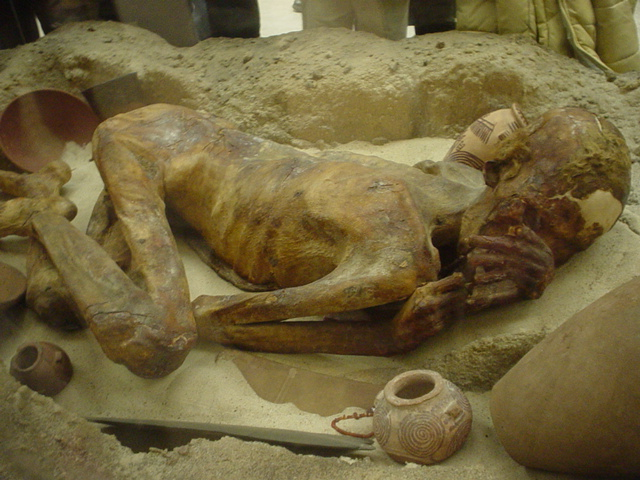
En mumifierad kropp på British Museum

I den egyptiska religionen trodde man på ett liv efter döden. Man trodde att de döda skulle uppstå där de begravts. Därför byggde man pyramider som skulle bli faraos bostad efter döden. Man lade ner tjänare, djur och dyrbarheter som guld i pyramiden.
Förmodligen gjordes de första balsameringsförsöken 3 400 år f. kr. Man har hittat en bevarad mumie som begravdes för ungefär 4 700 år sedan. Det är det äldsta mumifieringsfynd man har hittat.

#### Klasskillnader inom balsamering
Balsameringen skilde sig på så sätt att de som ansågs tillhöra en lägre samhällsklass fick ett enklare och mindre komplicerat omhändertagande. De som hade högre status, alltså de som var präster, skrivare och adel, fick en mer komplicerad balsamering. Den inleddes med att man drog ut hjärnan genom näsborrarna. För att få ett bra grepp använde man sig av en metallhacka. Sedan man hade dragit ut hjärnan skar man ett snitt i mellangärdet för att kunna komma åt alla organ och dra ut dem genom hålet. Det enda organ man sparade var hjärtat, för man ansåg att man behövde det för att man skulle kunna återupplivas. De övriga organen lade man i urnor som man hade hällt saltlösning i för att få bort all saltlösning från organen (?!!). Locket på urnorna hade formen av en skyddsguds huvud. Till sist tvättade man kroppen med salt och fyllde alla tomma utrymmen där organen skulle ligga tillsammans med olika tyger och örter samt oljor för att få kroppen att bevaras. Efter 70 dagar tvättade man kroppen igen och placerade bivax över öron, ögon och näsa. Sedan sminkade man kroppen och den mumifierades. Sedan kroppen blivit färdiglindad och sminkad penslade man mumien med gummilösning och dekorerade den med olika massiva smycken, som ringar och halsband. Om var riktigt förmögen fick man till och med en guldmask av rent guld över ansiktet. Man lade även dödsboken mellan benen, eftersom den gav en nödvändig vägledning till livet efter detta.
När man balsamerade underklassen, alltså bönder och herdar, slängde man ner deras kroppar i en stor saltbassäng som fanns i ett så kallat dödshus. De fick ligga där i drygt 30 dagar och vid det laget stank det fruktansvärt. Om man inte hade råd med en kista för den avlidne fick man linda in kroppen i oxhudsblad. Om man inte heller kunde betala för en plats i massgraven fick man gräva ner liket någonstans i öknen.

### Moderna metoder

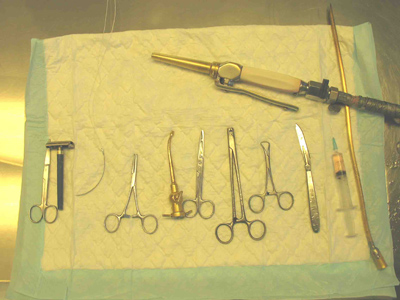
Verktyg och redskap som används för att genomföra en balsamering

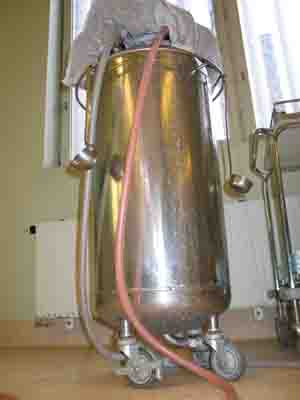
Den färdigblandade formalinlösningen förvaras i ett tryckkärl på hjul

I Sverige balsameras en död kropp när man vill skjuta upp förruttnelseprocessen och när man ska transportera kroppen utomlands, men också när man önskar göra den avlidna fin för visning.
I det sistnämnda fallet gör man en del förberedelser före själva balsameringen. Man ser till att den dödas mun och ögon är slutna och att fingertoppar och naglar är rena. Ibland behöver man också snygga till kroppen med smink. För att inte vätska ska rinna från kroppen punkterar man blåsor och tömmer buken på vätska och gaser. Dessa bildas lätt om kroppen har legat länge eller legat varmt.
Om den avlidne är en man rakar obduktionsteknikern först ansiktet. Formalinet får nämligen kroppen att stelna en aning och huden att svälla något – skägget dras in lite och huden blir slätare.
Balsameringen skiljer sig något åt från sjukhus till sjukhus. Den här redogörelsen är baserad på hur det går till på ett sjukhus i Stockholmsområdet. Där börjar obduktionsteknikern med att skära ett snitt vid nyckelbenet, så långt ned som möjligt. Detta för att märket ska döljas av skjortan, klänningen eller svepdräkten när den döda ligger i kistan. Via halsartären sprutar man med lufttryck in formalinlösningen ut i kroppens blodkärl.
Man öppnar halsvenen för att trycket i blodkärlen inte ska bli för högt, och ibland kommer det då ut blod. Trots att en vuxen människa har ungefär fem liter blod i kroppen kommer det sällan ut mer än en halvliter. Det beror på att kroppen vanligtvis har legat länge då balsameringen genomförs. Kroppen börjar nämligen torka ut direkt efter döden. För att formalinet också ska sprida sig kring tarmarna går man ner i bukhålan med ett spjutliknande instrument.
Obduktionsteknikern masserar den dödes händer och ansikte för att göra det lättare för formalinet att tränga in. Möda läggs på dessa kroppsdelar eftersom de syns vid visningen. Det ser ut som om livet kommer tillbaka när den svagt rödfärgade vätskan driver fram i handens vener. Vid behov injicerar man formalin direkt i fingertopparna. Det gäller också ögonen, som mest består av vatten och torkar ut snabbt. Där använder man formalin utan färgämne.
Man stoppar in cellstoff som suger upp fukt i snittet vid nyckelbenet innan man syr ihop. För att ytterligare hindra läckage stoppar man även cellstoff i munnen och näsan.
Hela balsameringen brukar ta ungefär en halvtimme, men i mer komplicerade fall kan den ta så mycket som en och en halv timme. Efter balsamering tvättas hela kroppen och får torka under ett lakan.
En balsamering i samband med obduktion genomförs något annorlunda. Då sprutar man in formalin på sex ställen: benen, armar, halsen samt i buken innan man återställer kroppen.
En obduktionstekniker kan rekommendera att ingreppet görs, men normalt sett är det de anhöriga i samråd med begravningsbyrån som bestämmer ifall en kropp ska balsameras.
Den vanligaste balsameringsvätskan är en formalinlösning som består av tio procent formaldehyd, vatten och färgämnet eosin – ett organiskt ämne som också används för färgning av läppstift och rött bläck. Det tillsätts för att ge den avlidna lite mer färg över hela kroppen. Formalin har konserverande egenskaper. Halten formaldehyd höjs till femton procent på sommaren eller om kistan ska skickas utomlands.
Den döda kroppen förlorar mycket vätska genom uttorkning. Vid en balsamering går det åt två till fem liter färdigblandad tioprocentig formalinlösning.

## Juridik
Balsamering regleras i 24 § 
obduktionslagen:
Kroppen efter en avliden får balsameras om det av sanitära skäl är nödvändigt för att kroppen skall kunna bevaras till dess kremering eller gravsättning sker eller om den skall tas i anspråk för anatomisk dissektion. Balsamering får också ske på begäran av den som enligt 5 kapitlet 1 § begravningslagen (1990:1144) ordnar med gravsättning.